# Сурмилло, Сергей Дмитриевич

## Биография
Сурмилло Сергей Дмитриевич, согласно личным документам, родился 12 июня 1915 года в селе Ново-Марковичи Рогачёвского уезда Могилёвской губернии Российской Империи (нине — Новые Марковичи Жлобинского района Гомельской области Республики Беларусь). На самом деле год его рождения — 1913, о чём известно из рассказа его сына. Предположительно, замена даты рождения произошла по причине утраты документов о рождении во время пожара.
Информации о том, когда и как Сергей Дмитриевич попал в Подмосковный город Озёры, к сожалению, не сохранилось.
До войны работал управделами на Озёрском хлопчатобумажном комбинате «Рабочий», в то же время занимался своим музыкальным образованием — брал уроки фортепиано у московских профессоров [1, стр. 45].
В 1941 году был мобилизован. Воевал на Ленинградском и Калининском фронтах. Во время штурма г. Тихвин был контужен. В битве за освобождение Ржева получил ранение. После госпиталя служил в запасном полку.
В 1946 году инициировал создание в Озёрах детской музыкальной школы-семилетки, коллектив которой впоследствии возглавил. На протяжении 30 лет Сергей Дмитриевич работал директором детской музыкальной школы и преподавателем по классу фортепиано.
Указом Президиума Верховного Совета РСФСР от 29 февраля 1972 года Сергею Дмитриевичу было присвоено звание Заслуженного работника культуры РСФСР.

## Основание и развитие детской музыкальной школы в Озёрах
Находясь на фронте, Сергей Дмитриевич уже планировал основание музыкальной школы в Озёрах. В своих воспоминаниях он писал: «Будучи на фронте, я мечтал, если останусь жив, организовать в Озёрах детскую музыкальную школу, чтобы дать детям возможность учиться музыке в родном городе и не испытывать тех трудностей, которые выпали на мою долю. Мне пришлось работать и ездить учиться музыке в Коломну и Москву»…[1, стр. 10]
Историк и краевед Доронина А.П. упоминает об открытии детской музыкальной школы в своей книге «История Озёрского Района»: «В 1946 году при содействии общественных организаций и дирекции Озёрского хлопчатобумажного комбината «Рабочий» была открыта детская музыкальная школа (ДМШ). Она заняла помещение на четвёртом этаже Дворца культуры. Инициатором, организатором и её первым директором был С.Д.Сурмилло, ставший заслуженным деятелем культуры РСФСР. В тот период в школе работало четыре педагога по классам фортепиано и баяна, которые обучали музыке 51 учащегося. Детская музыкальная школа стала центром музыкальной жизни города и района».

## Память
В честь 100-летия со дня рождения Сурмилло Сергея Дмитриевича в 2013 году в Озёрах состоялся «I фестиваль камерной музыки имени С. Д. Сурмилло». Идея и воплощение — ученицы Сергея Дмитриевича Францевой Александры Егеньевны, альтистки, народной артистки России, профессора Российской академии музыки им. Гнесиных. Фестиваль стал ежегодным.
К открытию фестиваля была издана книга о Сергее Дмитриевиче Сурмилло «От истоков». В книгу вошли тщательно собранные и записанные автором книги Францевой Александрой Евгеньевной воспоминания о Сергее Дмитриевиче его сына, коллег, учеников. Также в книгу добавлены статьи Сурмилло С. Д., ранее опубликованные в журнале «Советская музыка», газетах «Голос ударника» и «Заря», фотокопии писем «воспитаннице Шурочке Францевой» и несколько фотографий.
«II Фестиваль камерной музыки имени С. Д. Сурмилло», посвящённый 150-летию композитора А. П. Гречанинова, состоялся в Озёрском благочинии с 2 по 9 ноября 2014 года.

«III фестиваль камерной музыки имени С. Д. Сурмилло» проходил в концертном зале Озёрской ДШИ с 18 по 22 ноября 2016 года.

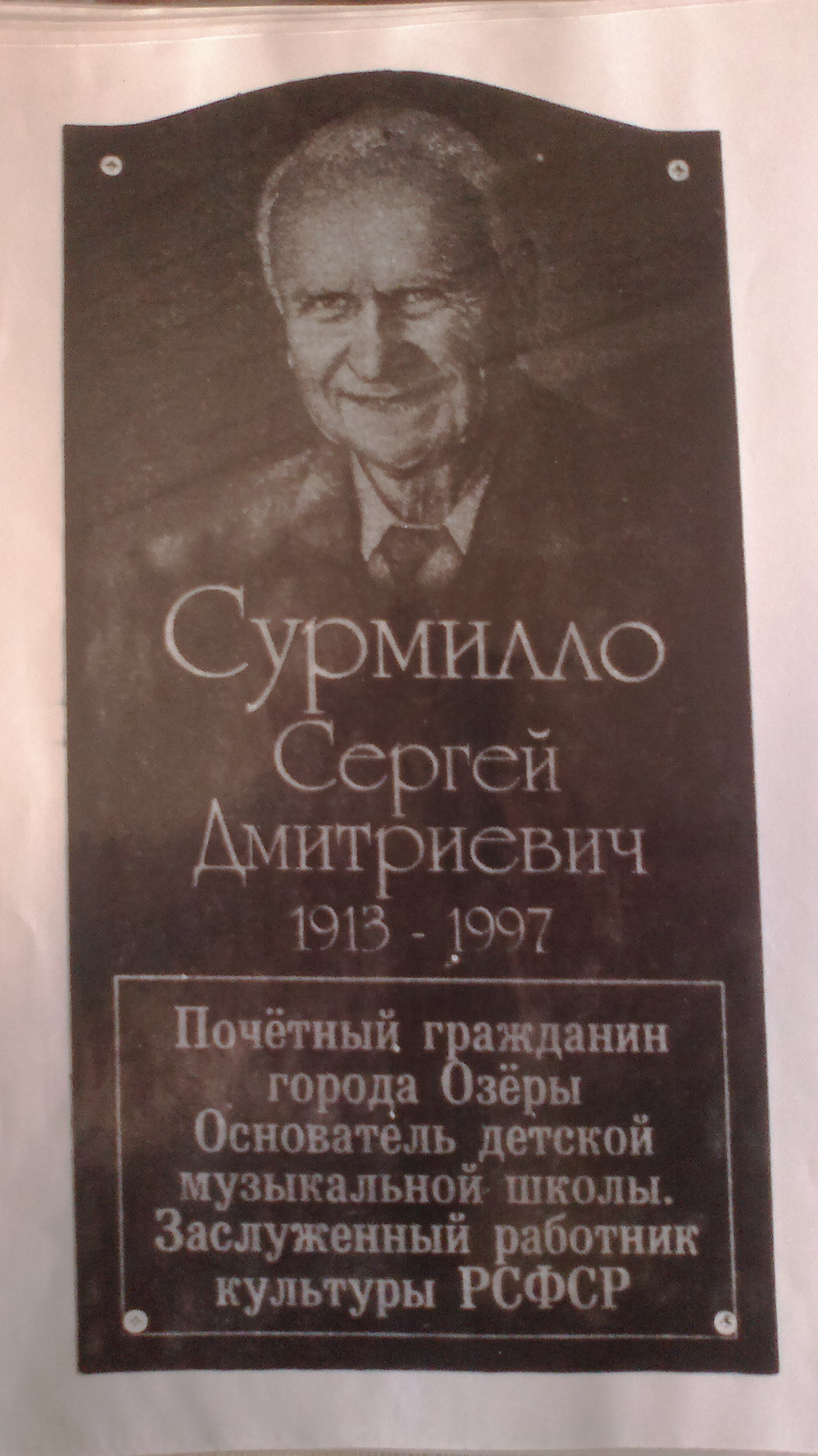
Мемориальная доска С. Д. Сурмилло

На фасаде здания, в котором в 1946 году начала свою работу Детская школа искусств, к 77-летию города Озёры размещена мемориальная доска Сурмилло Сергея Дмитриевича.
В проекте - присвоение имени Сурмилло Сергея Дмитриевича "Детской школе искусств" в г. о. Озёры, а также открытие комнаты-музея Сурмилло С.Д. в помещении школы.

## Труды Сурмилло С.Д.
С. Д. Сурмилло, А. Г. Друпп. Оркестр русских народных инструментов в музыкальной школе (г. Озеры, Московская область) [Текст] : Метод. материалы / М-во культуры РСФСР. Упр. учеб. заведений. Центр. метод. кабинет по дет. муз. и худож. образованию. — Москва : [б. и.], 1971. — 14 с.; 22 см.

## Публикации о Сурмилло С.Д.
А. Е. Францева. От истоков… (К 100-летию со дня рождения С. Д. Сурмилло). — Коломна: ГУП МО «Коломенская типография», 2013. — 64 с.